# Nastri d'argento 2003
La cerimonia di premiazione della 58ª edizione dei Nastri d'argento si è svolta il 14 giugno 2003 presso il Teatro Antico di Taormina.
Le candidature sono state rese note presso Palazzo Suspisio, a Roma. In quattro categorie (regista del miglior film, regista esordiente, soggetto e sceneggiatura) le abituali cinquine sono state trasformate in sestine. Sono stati candidati complessivamente 32 film (senza considerare il premio per il film straniero).
Il maggior numero di candidature (nove) è stato ottenuto da Ricordati di me di Gabriele Muccino e La finestra di fronte di Ferzan Özpetek, a seguire a quota sette Io non ho paura di Gabriele Salvatores.
I tre film sopracitati si sono equamente divisi i premi, vincendone tre ciascuno.

## Vincitori e candidati
I vincitori sono indicati in grassetto, a seguire gli altri candidati.

### Regista del miglior film italiano
- Gabriele Salvatores - Io non ho paura
- Pupi Avati - Il cuore altrove
- Matteo Garrone - L'imbalsamatore
- Gabriele Muccino - Ricordati di me
- Ferzan Özpetek - La finestra di fronte
- Roberta Torre - Angela

### Miglior regista italiano esordiente
- Maria Sole Tognazzi - Passato prossimo
- Giada Colagrande - Aprimi il cuore
- Francesco Falaschi - Emma sono io
- Francesco Patierno - Pater familias
- Spiro Scimone e Francesco Sframeli - Due amici
- Daniele Vicari - Velocità massima

### Miglior produttore
- Fandango - L'imbalsamatore, Ricordati di me e Velocità massima
- Cattleya - El Alamein - La linea del fuoco, Il gioco di Ripley (Ripley's Game), Io non ho paura e Un viaggio chiamato amore
- Kubla Khan - Pater familias
- Melampo Cinematografica - Pinocchio
- R&C Produzioni - La finestra di fronte

### Migliore soggetto
- Ferzan Özpetek e Gianni Romoli - La finestra di fronte
- Pupi Avati - Il cuore altrove
- Ugo Chiti, Matteo Garrone e Massimo Gaudioso - L'imbalsamatore
- Piero De Bernardi, Pasquale Plastino, Fiamma Satta e Carlo Verdone - Ma che colpa abbiamo noi
- Domenico Starnone e Sergio Rubini - L'anima gemella
- Luca Vendruscolo, Marco Marafini, Marco Damilano e Filippo Bellizzi - Piovono mucche

### Migliore sceneggiatura
- Gabriele Muccino e Heidrun Schleef - Ricordati di me
- Niccolò Ammaniti e Francesca Marciano - Io non ho paura
- Massimo D'Anolfi e Roberta Torre - Angela
- Roberto Faenza - Prendimi l'anima
- Enzo Monteleone - El Alamein - La linea del fuoco
- Ferzan Özpetek e Gianni Romoli - La finestra di fronte

### Migliore attrice protagonista
- Giovanna Mezzogiorno - La finestra di fronte e Ilaria Alpi - Il più crudele dei giorni
- Ida Di Benedetto - Rosa Funzeca
- Donatella Finocchiaro - Angela
- Laura Morante - Ricordati di me e Un viaggio chiamato amore
- Valentina Cervi e Violante Placido - L'anima gemella

### Migliore attore protagonista
- Neri Marcorè - Il cuore altrove ex aequo Gigi Proietti - Febbre da cavallo - La mandrakata
- Fabrizio Bentivoglio - Ricordati di me
- Ernesto Mahieux - L'imbalsamatore
- Valerio Mastandrea - Velocità massima

### Migliore attrice non protagonista
- Monica Bellucci - Ricordati di me
- Laura Betti - Il diario di Matilde Manzoni e La felicità non costa niente
- Erika Blanc - Ilaria Alpi - Il più crudele dei giorni e Poco più di un anno fa - Diario di un pornodivo
- Giovanna Ralli - Il pranzo della domenica
- Teresa Saponangelo - Due amici

### Migliore attore non protagonista
- Diego Abatantuono - Io non ho paura
- Claudio Gioè e Claudio Santamaria - Passato prossimo
- Maurizio Mattioli e Rocco Papaleo - Il pranzo della domenica
- Filippo Nigro - La finestra di fronte
- Kim Rossi Stuart - Pinocchio

### Migliore fotografia
- Italo Petriccione - Io non ho paura
- Luca Bigazzi - Un viaggio chiamato amore
- Arnaldo Catinari - La felicità non costa niente e La leggenda di Al, John e Jack
- Daniele Ciprì - Angela
- Daniele Nannuzzi - El Alamein - La linea del fuoco e Il quaderno della spesa

### Migliore sonoro in presa diretta
- Andrea Giorgio Moser - El Alamein - La linea del fuoco
- Cinzia Alchimede - Angela
- Gaetano Carito - Ricordati di me e Velocità massima
- Mauro Lazzaro - Io non ho paura
- Gilberto Martinelli e Decio Trani - L'anima gemella

### Migliore scenografia
- Dante Ferretti - Gangs of New York
- Giantito Burchiellaro - Prendimi l'anima
- Andrea Crisanti - La finestra di fronte
- Francesco Frigeri - Il gioco di Ripley (Ripley's Game)
- Eleonora Ponzoni - La leggenda di Al, John e Jack

### Migliori costumi
- Maurizio Millenotti - L'importanza di chiamarsi Ernest (The Importance of Being Earnest) e Ma che colpa abbiamo noi
- Anna Anni, Alessandro Lai e Alberto Spiazzi - Callas Forever
- Eva Coen - Poco più di un anno fa - Diario di un pornodivo
- Elena Mannini - Un viaggio chiamato amore
- Francesca Livia Sartori - Prendimi l'anima

### Migliore montaggio
- Marco Spoletini - L'imbalsamatore e Velocità massima
- Claudio Di Mauro - Ricordati di me
- Luca Gazzolo - Pater familias
- Roberto Missiroli - Angela
- Cecilia Zanuso - El Alamein - La linea del fuoco

### Migliore musica
- Nicola Piovani - Pinocchio
- Ezio Bosso e Pepo Scherman - Io non ho paura
- Paolo Fresu - Ilaria Alpi - Il più crudele dei giorni
- Andrea Guerra - La finestra di fronte
- Lele Marchitelli - Ma che colpa abbiamo noi

### Migliore canzone
- Gocce di memoria di Giorgia - La finestra di fronte
- Corpi in movimento di Franco Battiato - Gli astronomi
- Mucca cannibala degli Otto Ohm - Bimba - È clonata una stella
- Piccolo tormento degli Piccola Orchestra Avion Travel - La felicità non costa niente
- Ricordati di me di Pacifico - Ricordati di me

### Miglior regista straniero
- Roman Polański - Il pianista (The Pianist)
- Fernando León de Aranoa - I lunedì al sole (Los lunes al sol)
- Aki Kaurismäki - L'uomo senza passato (Mies vailla menneisyyttä)
- Martin Scorsese - Gangs of New York
- Steven Spielberg - Minority Report

### Miglior doppiaggio
- Pino Insegno - L'era glaciale (Ice Age) e Il Signore degli Anelli - Le due torri (The Lord of the Rings: The Two Towers)

### Nastro d'argento speciale
- Luis Bacalov
- Alberto Sordi (postumo)
- Carlo Verdone

### Premio Guglielmo Biraghi
- Silvio Muccino - Ricordati di me
- Nicoletta Romanoff - Ricordati di me